# Пејнвју (Џорџија)
Пејнвју (Џорџија) (енгл. Pineview) град је у америчкој савезној држави Џорџија. По попису становништва из 2010. у њему је живело 523 становника.

## Демографија
Према попису становништва из 2010. у граду је живело 523 становника, што је 9 (1,7%) становника мање него 2000. године.
| Група             | 2000.       | 2010.       |
| Белци             | 190 (35,7%) | 171 (32,7%) |
| Афроамериканци    | 334 (62,8%) | 335 (64,1%) |
| Азијати           | 1 (0,2%)    | 0 (0,0%)    |
| Хиспаноамериканци | 4 (0,8%)    | 8 (1,5%)    |
| Укупно            | 532         | 523         |